# Astyanax varzeae
Astyanax varzeae és una espècie de peix de la família dels caràcids i de l'ordre dels caraciformes.

## Morfologia
- Els mascles poden assolir 8,3 cm de llargària total.
- Nombre de vèrtebres: 36-38.[4]

## Hàbitat
Viu a àrees de clima tropical.

## Distribució geogràfica
Es troba a Sud-amèrica: capçaleres del Rio da Várzea (conca del riu Iguaçú, Brasil).